# بل‌ایر بیچ (فلوریدا)
بل‌ایر بیچ (به انگلیسی: Belleair Beach) شهری در شهرستان پاینلاس ایالت فلوریدا است که در سال ۱۹۵۰ بنیان‌گذاری شده‌است. این شهر طبق سرشماری سال ۲۰۱۰ میلادی، ۱٬۵۶۰ نفر جمعیت داشته و مساحت آن نیز ۴٫۵ کیلومتر مربع است.